# Savino Bernardo Maria Cazzaro Bertollo
Savino Bernardo Maria Cazzaro Bertollo (Villa del Conte, 28 novembre 1924 – Vicenza, 13 agosto 2017) è stato un arcivescovo cattolico italiano.

## Biografia
Monsignor Savino Bernardo Maria Cazzaro Bertollo nacque ad Abbazia Pisani di Villa del Conte il 28 novembre 1924 ed era figlio di Luigi e di Luigia Bertollo.

### Formazione e ministero sacerdotale
L'11 agosto 1941 entrò nell'Ordine dei frati servi di Maria. Il 15 agosto dell'anno successivo emise la professione semplice dei voti religiosi assumendo il nome di fra Bernardo Maria. Il 22 settembre 1946 emise la professione solenne. Il 16 aprile 1949 fu ordinato presbitero nella basilica di San Giovanni in Laterano a Roma.
Studiò teologia presso la Pontificia facoltà teologica "Marianum" di Roma e successivamente lettere e filosofia presso l'Università Cattolica del Sacro Cuore a Milano.

### Ministero episcopale
Il 10 dicembre 1963 da papa Paolo VI lo nominò vicario apostolico di Aysén e vescovo titolare di Pirgo. Ricevette l'ordinazione episcopale il 13 febbraio successivo dal cardinale Krikor Bedros XV Aghagianian, prefetto della Congregazione de Propaganda Fide, coconsacranti il vescovo di Vicenza Carlo Zinato e quello di Treviso Antonio Mistrorigo. Prese possesso del vicariato il 12 aprile 1964.
Partecipò come padre conciliare alla terza e alla quarta sessione del Concilio Vaticano II.
L'8 febbraio 1988 papa Giovanni Paolo II lo nominò arcivescovo metropolita di Puerto Montt. Prese possesso dell'arcidiocesi il 10 aprile successiva.
Il 27 febbraio 2001 lo stesso papa Giovanni Paolo II accettò la sua rinuncia al governo pastorale dell'arcidiocesi per raggiunti limiti di età. Dopo aver accolto il suo successore Cristián Caro Cordero, rientrò in Italia.

## Opere
- Fede alla deriva non lasciatevi ingannare. Idee moderne a confronto con il catechismo della Chiesa Cattolica, Vicenza, 2013.

## Genealogia episcopale e successione apostolica
La genealogia episcopale è:
- Cardinale Scipione Rebiba
- Cardinale Giulio Antonio Santori
- Cardinale Girolamo Bernerio, O.P.
- Arcivescovo Galeazzo Sanvitale
- Cardinale Ludovico Ludovisi
- Cardinale Luigi Caetani
- Cardinale Ulderico Carpegna
- Cardinale Paluzzo Paluzzi Altieri degli Albertoni
- Papa Benedetto XIII
- Papa Benedetto XIV
- Papa Clemente XIII
- Cardinale Bernardino Giraud
- Cardinale Alessandro Mattei
- Cardinale Pietro Francesco Galleffi
- Cardinale Giacomo Filippo Fransoni
- Cardinale Andon Hassoun
- Patriarca Stepanos Azarian
- Patriarca Avedis Arpiarian
- Arcivescovo Sergio Der Abrahamian
- Cardinale Krikor Bedros XV Aghagianian
- Arcivescovo Savino Bernardo Maria Cazzaro Bertollo, O.S.M.

La successione apostolica è:
- Vescovo Aldo Maria Lazzarín Stella, O.S.M. (1989)